# Sinfonietta (Janáček)
La Sinfonietta (sottotitolata "Sinfonietta militare" o "Il festival di Sokol") è una composizione orchestrale del 1926 del compositore ceco Leoš Janáček. L'orchestrazione prevede venticinque ottoni. È dedicata all'Esercito cecoslovacco e, secondo le parole dell'autore, intendeva esprimere "l'uomo libero contemporaneo, le sue bellezza spirituale e gioia, la forza, il coraggio e la determinazione a lottare per la vittoria". L'autore, mentre ascoltava una banda di ottoni, fu ispirato a comporre alcune fanfare. Quando gli organizzatori del Festival ginnico di Sokol lo contattarono per una commissione, egli sviluppò il materiale nella Sinfonietta. Successivamente eliminò il termine "militare". La prima esecuzione avvenne a Praga il 26 giugno 1926 sotto la direzione di Václav Talich. L'esecuzione dura tipicamente tra i 20 e i 25 minuti.

## Storia dell'opera
La Sinfonietta, osserva Eduardo Rescigno, assieme alla Messa Glagolitica fa parte dell’ultimo e più fecondo periodo dell’opera musicale di Leoš Janáček. In essa, non diversamente da altre composizioni strumentali del musicista moravo, si avverte l’impulso creativo che si configura in una particolare caratterizzazione timbrica. Il timbro per Janáček costituisce un elemento armonico giacché, non a caso, il suo linguaggio musicale si realizza prevalentemente per mezzo di una serie di variazioni timbriche che, talvolta, trovano espressione mediante un particolare organico strumentale. Si può rinvenire un precedente di tale modello in Mládi (Gioventù) del 1924, suite per orchestra da camera composta da flauto, oboe, clarinetto, clarinetto basso, fagotto e corno, nella quale il manifesto amore per la natura di Janáček si esprime mediante un personale modulo sonoro. 
Lo stesso compositore volle chiarire il proprio pensiero, apponendo la seguente nota nella partitura di Mládi: "Io ascolto gli uccelli cantare e ammiro i fenomeni del ritmo dalle mille forme diverse nel mondo della luce, in quello dei colori, in quello dei corpi, così che la mia musica resti giovane al contatto dell’eterna giovinezza del ritmo della natura eternamente giovane".
Le immagini descritte da Janáček prendono corpo, nota ancora Rescigno, in una musica il cui particolare colore strumentale manifesta con assoluta chiarezza la sua derivazione dal mondo contadino, in particolare della Moravia. Da parte sua, Luigi Pestalozza afferma: "Il canto popolare, l’eco dei suoni che animano la natura, sono nello stesso tempo il modello dell’estrosa invenzione janacekiana, e l’espressione di un sentimento della vita addirittura panteistico, mentre la strepitosa ricchezza timbrica e immaginifica della partitura, ne fa un esempio di maestria strumentale, di geniale ricostruzione, al livello colto, della spontaneità folcloristica".        
Per la composizione della Sinfonietta, in un primo momento Janáček pensò utilizzare alcuni spunti tratti dal suo Concertino per pianoforte del 1925; tuttavia, successivamente egli si rese conto di aver elaborato un tale numero di idee che avrebbero richiesto una composizione di più ampie proporzioni per poter essere adeguatamente espresse musicalmente. In proposito, egli scrisse: "Improvvisamente vidi la città nel pieno processo di una miracolosa trasformazione: sopra e intorno a essa aleggiavano la libertà e la rinascita, e attraverso questa visione che rivelava la sua inevitabile crescita e grandezza, sentii fondersi nella mia Sinfonietta il vittorioso suono delle trombe, con le ombre della notte e il sospiro delle verdi montagne".

## Struttura dell’opera
La Sinfonietta è un tipico esempio della stringata costruzione di Janáček nella quale il materiale di ogni movimento deriva dal motivo d'apertura. Presenta diverse varianti basate sulla fanfara originale di Janáček.
Il lavoro consta di cinque movimenti, ciascuno dei quali ha un sottotitolo che lo descrive:
1. Allegretto - Allegro maestoso (Fanfara)
2. Andante - Allegretto (Il castello, Brno)
3. Moderato (Il monastero della regina, Brno)
4. Allegretto (La via che conduce al castello)
5. Andante con moto (Il municipio, Brno)
Il primo movimento ha il tono maestoso e solenne di un’introduzione; esso si caratterizza per la presenza di brevi incisi tematici, tipici dell’arte compositiva dell’autore, che trovano disposizione all'interno di assai brevi frasi. Al centro è collocato un episodio in tempo Allegro in cui trovano sviluppo gli stessi elementi in ritmo ternario. La conclusione è affidata a un Maestoso, nel quale hanno più ampio spazio le cellule tematiche della parte iniziale.
Il secondo movimento è per archi, legni e 4 tromboni, che espongono un tipico motivo di danza morava che si alterna ad altri liberi elementi ritmici e melodici.
Il terzo movimento è affidato all'orchestra completa, salvo le trombe che appaiono solo nella conclusione e limitate a tre. Esso si basa su una semplice melodia, evidenziata da una sapiente combinazione di impasti timbrici e armonici, formati da una concatenazione di accordi che fa la sua riapparizione alla maniera di un elemento tematico. Poco per volta si assiste alla progressiva animazione del discorso musicale, fino a sfociare in un marcato accenno di danza il cui ritmo finisce per prevalere, frantumando gli elementi melodici in molteplici cellule isolate e contrapposte, nel quadro di un discorso permeato di incisivo dinamismo, proprio del maestro moravo.   
Il quarto movimento presenta un tipico motivo di polka eseguito da tre trombe all'unisono, che viene successivamente intensificato dall'intera orchestra. Nella parte finale l’animazione si fa più serrata, assumendo l’aspetto di una vorticosa stretta finale, preparatoria dell’ingresso del movimento conclusivo. 
Il finale inizia con una melodia di carattere nostalgico annunciata dai flauti, che costituisce un richiamo all'atmosfera del terzo movimento e che si anima gradualmente, per concludere con una fedele ripetizione del primo movimento, ampliata tuttavia dalla presenza di archi e legni che conferiscono alla conclusione della Sinfonietta un carattere imponente e festoso.

## Strumentazione
La partitura prevede un'orchestra composta nel modo seguente, con una sezione degli ottoni espansa:
Legni
Ottavino, che si alterna col flauto n° 4.
3 Flauti
2 Oboe
Corno inglese
Clarinetto piccolo
2 Clarinetti in si ♭
Clarinetto basso
2 Fagotti
Ottoni
4 Corni in fa
9 Trombe in do
3 Trombe in fa
2 Trombe basse
4 Tromboni
2 Eufoni (come "tube tenori")
Tuba
Percussioni
Timpani
Piatti
Campane tubolari
Archi
Arpa
Violini I, II
Viole
Violoncelli
Contrabbassi

## Arrangiamenti

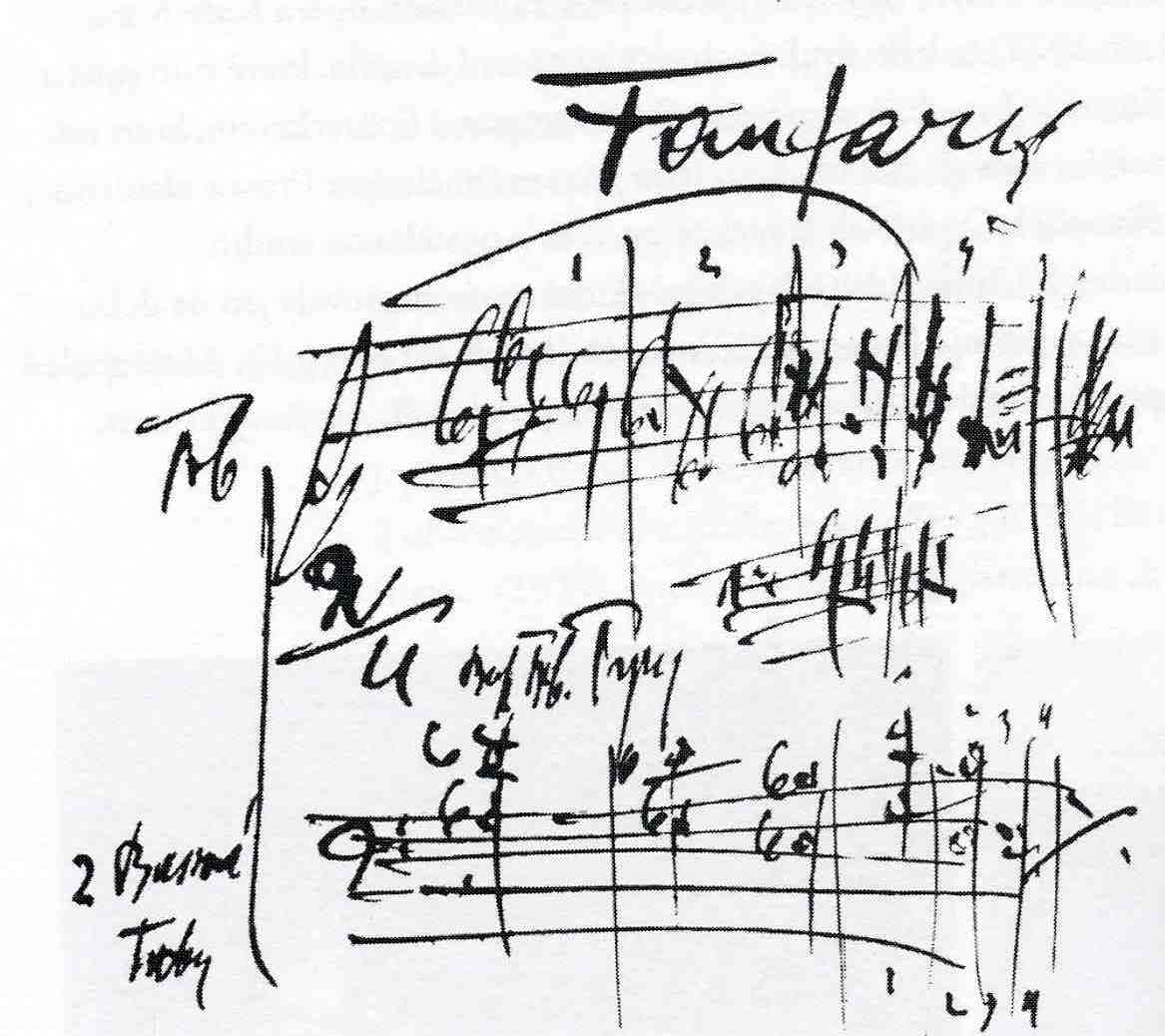
Fanfare della Sinfonietta, partitura autografa di Janáček

L'opera fu trascritta per un ensemble di fiati da Don Patterson nel 1994 e da Merlin Patterson nel 1996. Questa versione fu incisa dall'University of Houston Wind Ensemble, diretto da Eddie Green, l'anno successivo. 

## Registrazioni scelte
- Břetislav Bakala, Orchestra Filarmonica Ceca: Supraphon 1203-V (1950)
- George Szell, Orchestra di Cleveland: Sony 88697 58952 2
- Karel Ančerl, Orchestra Filarmonica Ceca: Supraphon 3684
- Simon Rattle, Philharmonia Orchestra: EMI 5-66980-2
- Sir Charles Mackerras, Wiener Philharmoniker: London 410138-2
- André Previn, Los Angeles Philharmonic: Telarc CD-80174
- František Jílek, Orchestra Filarmonica di Brno: Supraphon 110282-2
- Libor Pešek, Philharmonia Orchestra: Virgin VC791506-2
- José Serebrier, Orchestra Filarmonica di Brno: Reference Recordings HCDC
- Claudio Abbado, London Symphony Orchestra (Decca)
- Jascha Horenstein, Pro Musica Sinfonie-Orchester, Wien (Vox)
- Rafael Kubelik, Symphonie-Orchester des Bayerischen Rundfunks (Deutsche Grammophon)
- Michael Tilson Thomas, London Symphony Orchestra (Sony BMG)

## Nella cultura di massa
Un riarrangiamento dell'apertura della Sinfonietta fu utilizzato anche dal gruppo rock progressivo Emerson, Lake & Palmer per il loro brano intitolato Knife-Edge nel loro album di debutto.
L'inizio del quarto movimento (normalmente limitato ai primi 40 secondi) fu usato come tema introduttivo dalla serie televisiva britannica degli anni Settanta e Ottanta Crown Court, anche se non è mai stata fatta sentire per intero in alcun episodio. Era durante quest'introduzione che la voce fuori campo del reporter giudiziario Peter Wheeler spiegava l'ambientazione dell'episodio oppure descriveva gli eventi degli episodi precedenti.
Il terzo movimento, Moderato (Il monastero della regina), servì da ispirazione e da colonna sonora del cortometraggio d'animazione del 1998 The Queen's Monastery di Emma Calder.
Il romanzo 1Q84 di Murakami Haruki  inizia con la Sinfonietta riprodotta dalla radio di un taxi. L'opera appare poi diverse volte come tema ricorrente che lega i due personaggi principali. La popolarità del romanzo ha portato ad un aumento delle vendite delle registrazioni della Sinfonietta in Giappone.